# Розенфельд, Морис (музыкальный педагог)
Морис Бернард Розенфельд (англ. Maurice Bernard Rosenfeld; 31 декабря 1865, Вена — 25 февраля 1939, Чикаго) — американский музыкальный педагог и музыкальный критик еврейского происхождения.
Вместе с семьёй в 1873 г. перебрался в США. Изучал фортепиано и композицию в Городском колледже Нью-Йорка и Колумбийском университете, в 1888—1911 гг. преподавал в Чикагском музыкальном колледже, в 1912—1916 гг. входил в его совет директоров. Затем в 1916—1931 гг. руководил собственной фортепианной школой. В 1907—1915 гг. музыкальный критик газеты Chicago Examiner, затем публиковался в газете Chicago Daily News.